# Switi watra
Switi watra (switi is zoet, aangenaam; watra is water) is een Surinaamse rituele reiniging met een kruidenbad (wasi) tijdens de viering van Oudjaar (Owru Yari). Het ritueel is ook een onderdeel tijdens de viering van Ketikoti op 1 juli bij het standbeeld van Kwakoe en de Dag der Inheemsen op 9 augustus in de Palmentuin.

## Oudjaar
De Oudjaarstraditie begon in 1993 toen Elly Purperhart van stichting Krin Konsensi deze wasi begon te geven op het Onafhankelijkheidsplein. Sindsdien komen Surinamers en toeristen aan het eind van het jaar er speciaal voor naar het plein. De stichting werd voor dit doel opgericht en gaf in 2014 de organisatie over aan Feydrasi fu Afrikan Srananman. Vanessa Konigferander voerde het ritueel dat jaar uit en Purperhart bleef nog zijdelings betrokken. De traditie wordt sinds begin jaren 2010 ook door Surinamers in Nederland uitgevoerd.

## Ritueel
Het ritueel wordt uitgevoerd om de geest van voorouders tevreden te stellen en om boze geesten te verdrijven. Er is voor Owru Yari gekozen omdat zich dan veel boze geesten zouden manifesteren. Tijdens het ritueel wordt de geest van de deelnemer gereinigd van lasten (hebi's) door het gezicht te wassen met het switi watra. Dat gebeurt met een kom water uit een groot vat. Dat is gevuld met water waaraan verschillende vloeistoffen, kruiden en bloemen zijn toegevoegd. Er gaat een week aan voorbereidingen aan vooraf, waarin Purperhart veel tijd besteedde aan bijbelteksten en voor gebed. Volgens Purperhart is er geen sprake van afgoderij: "De bloemen in het water zijn gemaakt door God. Hij is hier en deze wasi heeft geen kwade bedoeling."